# Lagenocarpus
Lagenocarpus  Nees é um género botânico pertencente à família Cyperaceae.
O gênero apresenta aproximadamente 85 espécies.

## Sinônimos
- Cryptangium Schrad. ex Nees
- Neo-Senea K.Schum. ex H.Pfeiff.

## Principais espécies
| - Lagenocarpus albo-niger - Lagenocarpus compactus - Lagenocarpus guianensis - Lagenocarpus inversus - Lagenocarpus parvulus - Lagenocarpus polyphyllus | - Lagenocarpus rigidus - Lagenocarpus topazinus - Lagenocarpus tremulus - Lagenocarpus triquetrus - Lagenocarpus velutinus - Lagenocarpus verticillatus |

- «PPP-Index Lista completa»